# Bradina selenialis
Bradina selenialis là một loài bướm đêm trong họ Crambidae.